# Mastixiodendron plectocarpum
Mastixiodendron plectocarpum är en måreväxtart som beskrevs av Steven P. Darwin. Mastixiodendron plectocarpum ingår i släktet Mastixiodendron och familjen måreväxter. IUCN kategoriserar arten globalt som nära hotad. Inga underarter finns listade i Catalogue of Life.